# San Adrian (Bilbao)

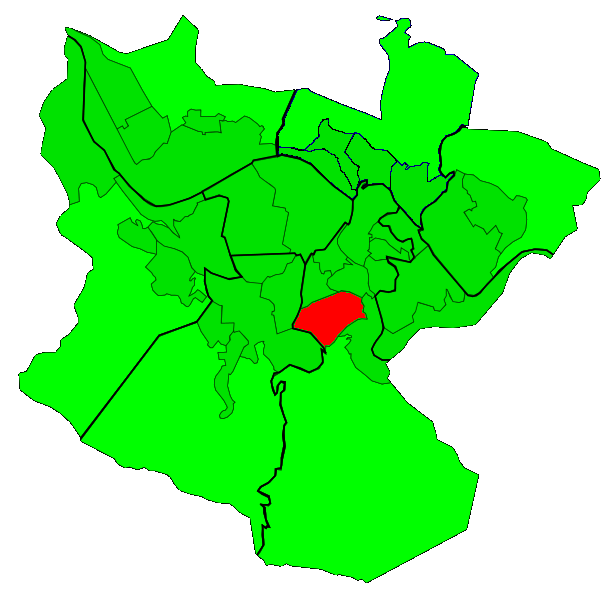
Ubicació de San Adrian

San Adrian és un barri del districte bilbaí d'Ibaiondo. Té una superfície de 0,47 kilòmetres quadrats i una població de 8.042 habitants (2008). Limita al nord amb el barri de Miribilla, Bilbo Zaharra i Zabala, a l'oest amb Iralabarri al sud amb Errekaldeberri i a l'est amb Abusu/La Peña. Fins al 2000 comprenia el barri de Miribilla, del que es va separar.

## Transports
- Bilbobus: Línies que passen per San Adrian:

| Línia | Recorregut                   | Freqüència (minuts) |
| ----- | ---------------------------- | ------------------- |
| 30    | Txurdinaga - Miribilla       | 15´                 |
| 57    | Miribilla - Hospital         | 60´                 |
| 71    | Miribilla - San Ignazio      | 20´                 |
| 75    | San Adrian - Atxuri          | 15´                 |
| 76    | Errekaldeberri - Plaça Moyua | 20´                 |